# Somoto
Somoto är en kommun (municipio) i Nicaragua med 37 741 invånare (2012). Den ligger i den bergiga nordvästra delen av landet, i departementet Madriz. I den västra delen av kommunen ligger den berömda Somotokanjonen, även kallad Namancambrekanjonen.

## Geografi
Somoto gränsar till kommunerna Santa María och Macuelizo i norr, Totogalpa och Yalagüina i öster, Pueblo Nuevo och San Lucas i söder, samt till Honduras i väster.

## Historia
Somoto grundades 1591 genom ett kungligt dekret, och fick då namnet Santiago de Tepesomoto. År 1867 upphöjdes Somoto till rangen av villa och 1895 till rangen av ciudad (stad). Somoto blev 1894 huvudstad för departementet Nueva Segovia och sedan huvudstad för det nya departementet Madriz när det bildades 1936.

## Transporter
Den Panamerikanska landsvägen passerar kommunen i öst-västlig riktning.

## Religion
Kommunen firar sin festdag den 25 juli till minne av aposteln Jakob.

## Kända personer
- Carlos Mejía Godoy (1943-), sångare och kompositör i Nueva Canción stilen[6]
- Luis Enrique Mejía Godoy (1945-), sångare och kompositör[7]
- Luis Enrique Mejía López (Luis Enrique) (1962-), salsamusiker[8]
- Jéssica Carolina Aguilera Aguilera (1985-), sprinter[9]
- Ariagner Steven Smith Medina (1998-), fotbollsspelare[10]